# ردیابی (جانوران)

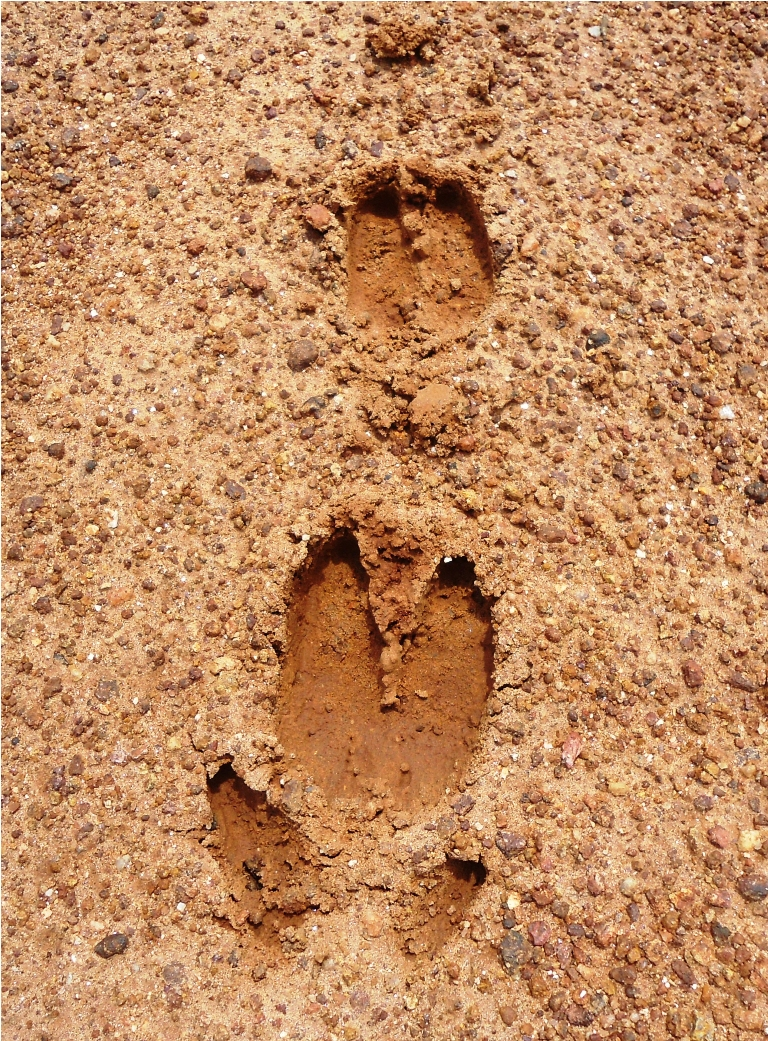
رد پای گوزن

ردیابی (به انگلیسی: Tracking)، در بوم‌شناسی به دانش و تجربۀ شناسایی ردپای جانوران و سایر نشانه‌ها با هدف دستیابی به درک چشم‌اندازها و جانوران مورد ردیابی است. هدف دیگر ردیابی، درک عمیق‌تر از سیستم‌ها و الگوهایی است که محیط پیرامون را تشکیل می‌دهند و به ردیاب کمک می‌کنند.

## نگارخانه

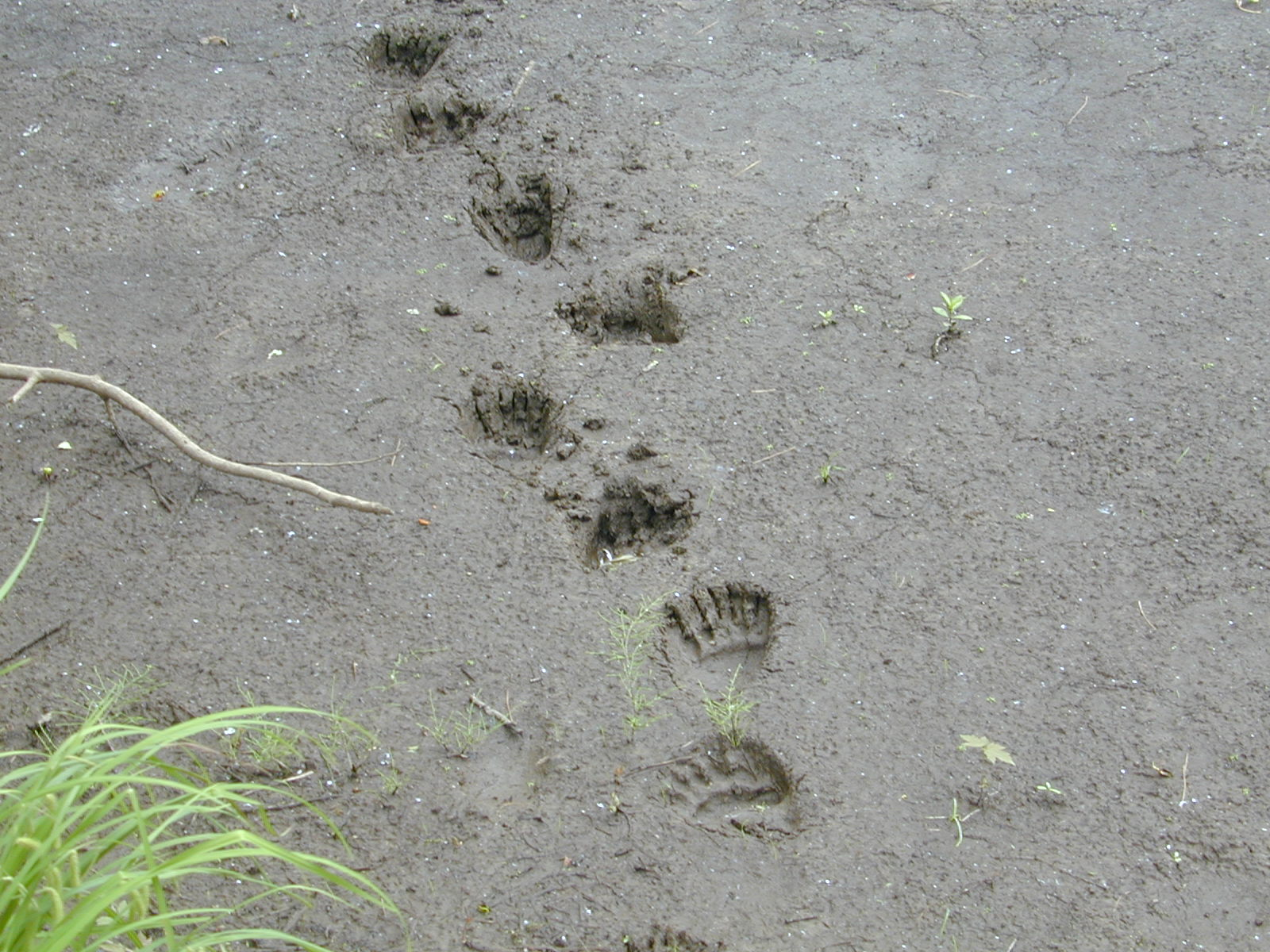
رد پای خرس در جنگل ملی برتر
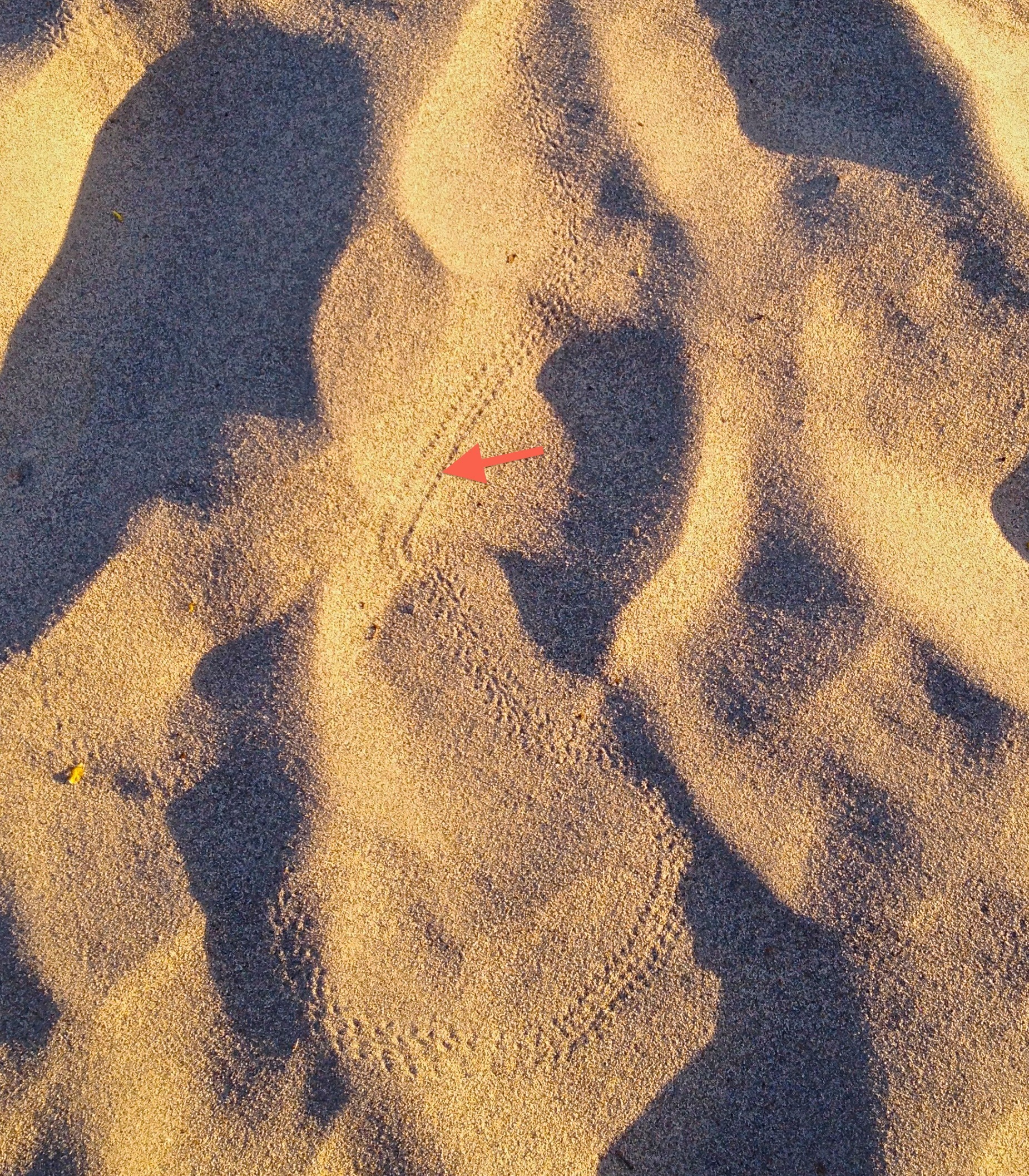
رد مار روی یک تپه شنی
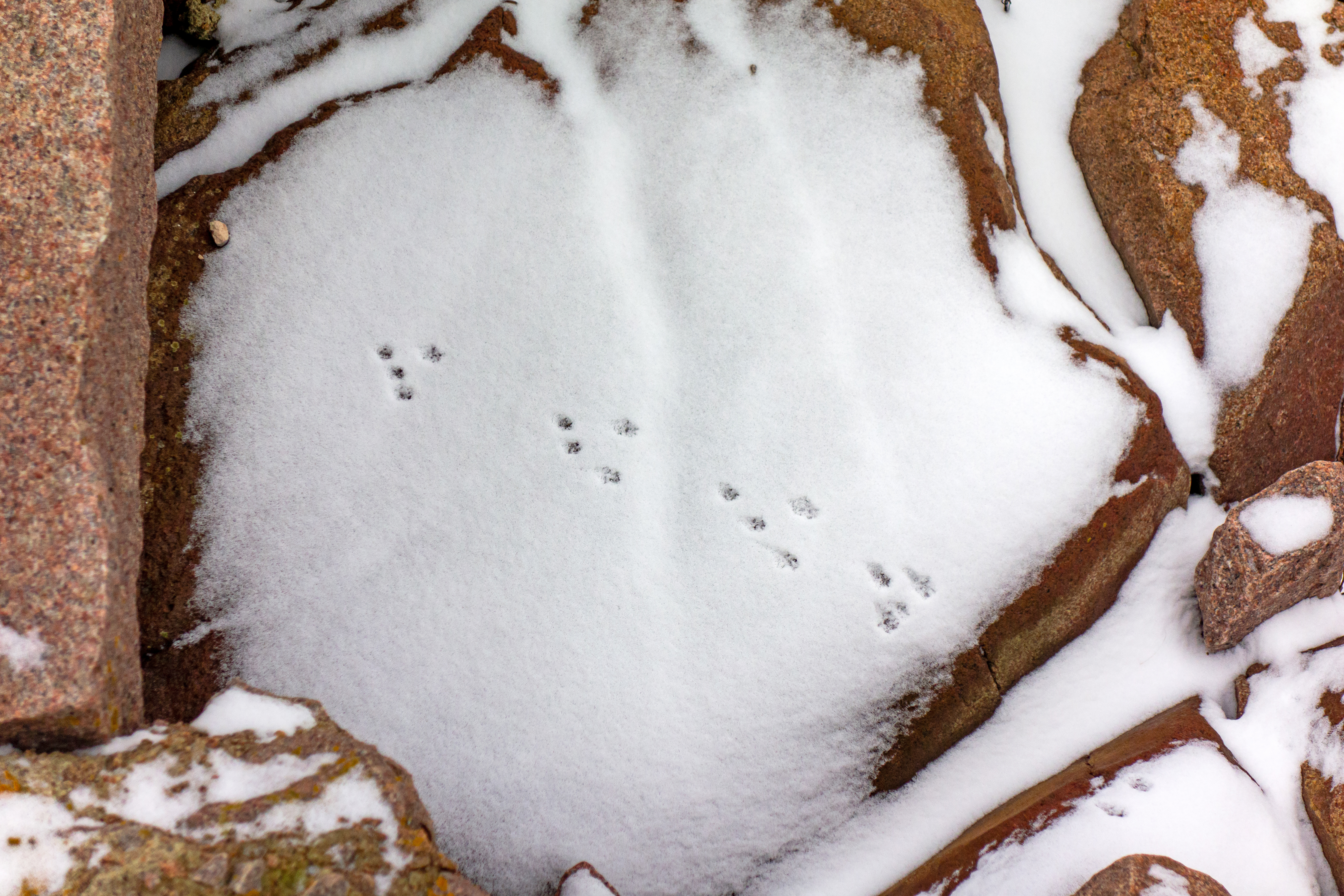
رد پای سنجاب در برف در لودبو، لیسکیل
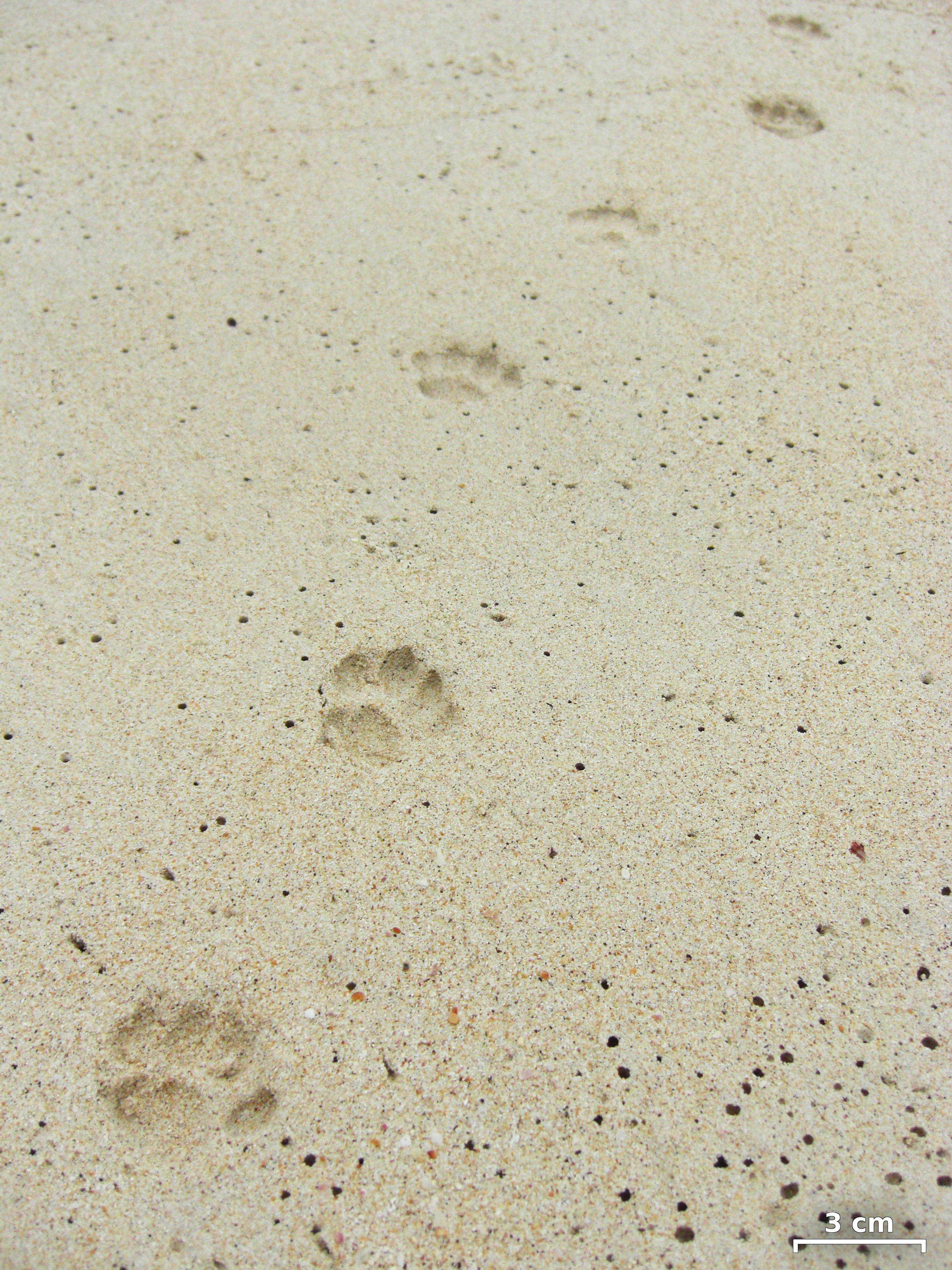
رد پای گربه رمیده